# 18e session du Comité du patrimoine mondial
La 18e session du Comité du patrimoine mondial a eu lieu du 12 au 17 décembre 1994 à Phuket, en Thaïlande.

## Inscriptions

### Patrimoine mondial
Le Comité vote l'inscription de 29 biens sur la liste du patrimoine mondial. La liste compte alors 439 biens protégés.
Le Danemark, la Géorgie, la Lituanie, le Luxembourg et l'Ouganda connaissent leurs premières inscriptions.
Les critères indiqués sont ceux utilisés par l'Unesco depuis 2005, et non pas ceux employés lors de l'inscription des sites. Par ailleurs, les superficies mentionnées sont celles des biens actuels, qui ont pu être modifiées depuis leur inscription.
| Id. | Bien                                                                         | Pays       | Superficie (ha) | Critères et notes | Coordonnées                                                                            | Illus. |
| --- | ---------------------------------------------------------------------------- | ---------- | --------------- | --- | -------------------------------------------------------------------------------------- | ------ |
| 535 | Collégiale, château et vieille ville de Quedlinburg                          | Allemagne  | 90              | Culturel, (iv) | 51° 47′ 20″ N, 11° 08′ 35″ E                                                           |        |
| 687 | Usine sidérurgique de Völklingen                                             | Allemagne  | 6               | Culturel, (ii), (iv) | 49° 14′ 38″ N, 6° 51′ 00″ E                                                            |        |
| 698 | Sites fossilifères de mammifères d'Australie (Riversleigh / Naracoorte)      | Australie  | 10 300          | Naturel, (viii), (ix) Comprend le site de Riversleigh et 6 sites dans le parc national de Naracoorte Caves                                                                                    | 19° 04′ 59″ S, 138° 43′ 01″ E 36° 57′ 00″ S, 140° 45′ 00″ E                            |        |
| 705 | Ensemble de bâtiments anciens des montagnes de Wudang                        | Chine      |                 | Culturel, (i), (ii), (vi) | 32° 28′ 01″ N, 111° 00′ 00″ E                                                          |        |
| 707 | Palais du Potala, Lhassa                                                     | Chine      | 16              | Culturel, (i), (iv), (vi) Le bien est étendu en 2000 au temple de Jokhang, et en 2001 au Norbulingka.                                                                                         | 29° 39′ 29″ N, 91° 07′ 01″ E                                                           |        |
| 703 | Résidence de montagne et temples avoisinants à Chengde                       | Chine      | 611,2           | Culturel, (ii), (iv) | 0° 59′ 13″ N, 117° 56′ 17″ E                                                           |        |
| 704 | Temple et cimetière de Confucius et résidence de la famille Kong (en) à Qufu | Chine      | 183             | Culturel, (i), (iv), (vi) | 35° 36′ 43″ N, 116° 58′ 30″ E                                                          |        |
| 711 | Parc national de Los Katíos                                                  | Colombie   | 72 000          | Naturel, (ix), (x) | 7° 40′ 01″ N, 77° 00′ 00″ O                                                            |        |
| 697 | Tumulus (no), pierres runiques et église de Jelling (da)                     | Danemark   | 12,7            | Culturel, (iii) | 55° 45′ 22″ N, 9° 25′ 12″ E                                                            |        |
| 685 | Parc national de Doñana                                                      | Espagne    | 54 252          | Naturel, (vii), (ix), (x) | 36° 56′ 53″ N, 6° 21′ 32″ O                                                            |        |
| 584 | Vieille église de Petäjävesi                                                 | Finlande   | 2,98            | Culturel, (iv) | 62° 15′ 00″ N, 25° 11′ 02″ E                                                           |        |
| 710 | Cathédrale de Bagrati et monastère de Ghélati                                | Géorgie    | 7,87            | Culturel, (iv) Les travaux de reconstruction en béton de la cathédrale de Bagrati conduisent à son inscription sur la liste du patrimoine mondial en péril en 2010 et à sa radiation en 2017. | 42° 16′ 37″ N, 42° 42′ 14″ E 42° 17′ 49″ N, 42° 45′ 40″ E                              |        |
| 708 | Réserve de la ville-musée de Mtskheta                                        | Géorgie    | 3,85            | Culturel, (iii), (iv) Renommé « Monuments historiques de Mtskheta » en 2005. Comprend trois sites : la cathédrale de Svétitskhovéli, le monastère de Samtavro et le monastère de Djvari.      | 41° 50′ 20″ N, 44° 44′ 02″ E 41° 50′ 46″ N, 44° 43′ 05″ E 41° 50′ 38″ N, 44° 42′ 58″ E |        |
| 712 | Vicence, ville de Palladio                                                   | Italie     | 218             | Culturel, (i), (ii) En 1996, 22 villas palladiennes sont ajoutées au bien, renommé alors « Ville de Vicence et les villas de Palladio en Vénétie ».                                           | 45° 32′ 56″ N, 11° 32′ 56″ E                                                           |        |
| 688 | Monuments historiques de l'ancienne Kyoto (villes de Kyoto, Uji et Otsu)     | Japon      | 1 056           | Culturel, (ii), (iv) Le bien comprend 17 édifices distincts. | 34° 58′ 52″ N, 135° 46′ 08″ E                                                          |        |
| 541 | Centre historique de Vilnius (lv)                                            | Lituanie   | 352,09          | Culturel, (ii), (iv) | 54° 40′ 59″ N, 25° 16′ 59″ E                                                           |        |
| 699 | Ville de Luxembourg : vieux quartiers et fortifications                      | Luxembourg | 30              | Culturel, (iv) | 49° 36′ 36″ N, 6° 07′ 59″ E                                                            |        |
| 702 | Premiers monastères du XVIe siècle sur les versants du Popocatépetl          | Mexique    | 24,38           | Culturel, (ii), (iv) Le bien comprend 15 sites distincts : temples, anciens couvents, cathédrales.                                                                                            | 18° 56′ 06″ N, 98° 53′ 53″ O                                                           |        |
| 654 | Sanctuaire de l'oryx arabe                                                   | Oman       | 2 750 000       | Naturel, (x) Bien radié en 2007 à la suite de la décision unilatérale du pays de réduire la superficie de la zone.                                                                            | 19° 42′ N, 57° 00′ E                                                                   |        |
| 682 | Forêt impénétrable de Bwindi                                                 | Ouganda    | 32 092          | Naturel, (vii), (x) | 1° 04′ 52″ S, 29° 39′ 40″ E                                                            |        |
| 684 | Monts Rwenzori                                                               | Ouganda    | 99 600          | Naturel, (vii), (x) | 0° 13′ 26″ N, 29° 55′ 26″ E                                                            |        |
| 700 | Lignes et géoglyphes de Nasca et de Pampas de Jumana                         | Pérou      | 75 358,47       | Culturel, (i), (iii), (iv) Renommé « Lignes et Géoglyphes au Nasca et Palpa » en 2016. | 14° 43′ 34″ S, 75° 08′ 56″ O                                                           |        |
| 634 | Église de l'Ascension à Kolomenskoye                                         | Russie     |                 | Culturel, (ii) | 55° 39′ 22″ N, 37° 40′ 26″ E                                                           |        |
| 557 | Gravures rupestres de Tanum                                                  | Suède      | 4 137,61        | Culturel, (i), (iii), (iv) | 58° 42′ 04″ N, 11° 20′ 28″ E                                                           |        |
| 558 | Skogskyrkogården                                                             | Suède      | 108,08          | Culturel, (ii), (iv) | 59° 16′ 34″ N, 18° 05′ 56″ E                                                           |        |
| 690 | Église Saint-Jean-Népomucène, lieu de pèlerinage à Zelená Hora               | Tchéquie   | 0,64            | Culturel, (iv) | 49° 34′ 48″ N, 15° 56′ 31″ E                                                           |        |
| 614 | Ville de Safranbolu                                                          | Turquie    | 193             | Culturel, (ii), (iv), (v) | 41° 16′ N, 32° 41′ E                                                                   |        |
| 701 | Parc national Canaima                                                        | Venezuela  | 3 000 000       | Naturel, (vii), (viii), (ix), (x) | 5° 19′ 59″ N, 61° 30′ 00″ O                                                            |        |
| 672 | Baie d'Ha Long                                                               | Viêt Nam   | 43 400          | Naturel, (vii), (viii) Le bien est étendu au site de Cat Ba en 2023, et renommé en conséquence.                                                                                               | 20° 54′ 00″ N, 107° 06′ 00″ E                                                          |        |

### Extensions
Les six biens suivants, inscrits lors de sessions précédentes, sont significativement modifiés.
| Id. | Bien                                                           | Pays               | Critères et notes | Coordonnées                   | Illus. |
| --- | -------------------------------------------------------------- | ------------------ | --- | ----------------------------- | ------ |
| 368 | Réserves des forêts ombrophiles centre-orientales              | Australie          | Naturel, (viii), (ix), (x) Extension de 35% de la superficie du bien « Parcs des forêts pluviales tempérées subtropicales de la côte est de l'Australie », inscrit en 1986 ; renommé en « forêts humides Gondwana de l'Australie » en 2007. | 28° 15′ 00″ S, 150° 03′ 00″ E |        |
| 447 | Parc national d'Uluṟu-Kata Tjuṯa                               | Australie          | Mixte, (v), (vi), (vii), (viii) Renommage du « Parc national d'Uluru », inscrit en 1987, et ajout de critères culturels. | 25° 19′ 59″ S, 131° 00′ 00″ E |        |
| 72  | Kluane / Wrangell-St. Elias / Glacier Bay / Tatshenshini-Alsek | Canada, États-Unis | Naturel, (vii), (viii), (ix), (x) Ajout du parc provincial de Tatshenshini-Alsek au bien inscrit en 1979, déjà étendu en 1992. | 61° 11′ 53″ N, 140° 59′ 31″ O |        |
| 95  | Vieille ville de Dubrovnik                                     | Croatie            | Culturel, (i), (iii), (iv) Ajout au bien inscrit en 1979 de faubourgs, fortifications et de l'île de Lokrum. | 42° 39′ 04″ N, 18° 05′ 28″ E  |        |
| 314 | Alhambra, Generalife et Albayzín, Grenade                      | Espagne            | Culturel, (i), (iii), (iv) Ajout du quartier de l'Albayzín au bien inscrit en 1984. | 37° 10′ 37″ N, 3° 35′ 38″ O   |        |
| 313 | Centre historique de Cordoue                                   | Espagne            | Culturel, (i), (ii), (iii), (iv) Le bien inscrit en 1984 ne concernait que la mosquée-cathédrale de Cordoue ; il est inscrit à l'ensemble du centre historique de la ville.                                                                 | 37° 52′ 44″ N, 4° 46′ 48″ O   |        |

### Patrimoine en péril
Le Comité approuve l'inscription d'un bien sur la liste du patrimoine mondial en péril.
| Id. | Bien                      | Pays  | Critères et notes                                                                   | Coordonnées                 | Illus. |
| --- | ------------------------- | ----- | ----------------------------------------------------------------------------------- | --------------------------- | ------ |
| 63  | Parc national des Virunga | Zaïre | Naturel, (vii), (viii), (x) Inscrit en 1979, le parc est toujours en péril en 2024. | 0° 22′ 59″ S, 29° 30′ 00″ E |        |

### Extension différée
Le Comité repousse l'extension d'un bien.
| Id. | Bien           | Pays     | Critères et notes | Coordonnées                 | Illus. |
| --- | -------------- | -------- | --- | --------------------------- | ------ |
| 1   | Îles Galápagos | Équateur | Naturel Les îles Galápagos sont inscrites en 1978 ; l'extension aurait dû concerner la réserve marine des Galápagos. Celle-ci est finalement incluse dans le bien en 2001. | 0° 40′ 01″ S, 90° 33′ 00″ O |        |

### Propositions rejetées
Le Comité rejette l'inscription de quatre biens, qu'il n'estime pas correspondre aux critères de la liste du patrimoine mondial.
| Bien                                                                         | Pays      | Notes                                                                               | Coordonnées                  | Illus. |
| ---------------------------------------------------------------------------- | --------- | ----------------------------------------------------------------------------------- | ---------------------------- | ------ |
| Parc national Murchison Falls                                                | Ouganda   |                                                                                     | 2° 15′ 00″ N, 31° 48′ 00″ E  |        |
| Cathédrale Sainte-Élisabeth, chapelle Saint-Michel et tour d'Urbain à Košice | Slovaquie | Une proposition similaire est inscrite sur la liste indicative du pays depuis 2002. | 48° 43′ 12″ N, 21° 15′ 29″ E |        |
| Église monastique de l'Ascension-de-la-Vierge à Kladruby                     | Tchéquie  |                                                                                     | 49° 42′ 43″ N, 12° 59′ 46″ E |        |